# Barletta
Barletta é uma comuna italiana da região da Apúlia, província de Barletta-Andria-Trani, com cerca de 90.602 habitantes. Estende-se por uma área de 146 km², tendo uma densidade populacional de 621 hab/km². Faz fronteira com Andria, Canosa di Puglia, Margherita di Savoia (FG), San Ferdinando di Puglia (FG), Trani, Trinitapoli (FG).
A cidade de Barletta teve no início do século XX como principal atividade econômica a pesca e a agricultura. Hoje estas atividades perderam importância para a próspera industrialização da região.

## Demografia
| Variação demográfica do município entre 1861 e 2011                               |
|                                                                                   |
| Fonte: Istituto Nazionale di Statistica (ISTAT) - Elaboração gráfica da Wikipedia |